# Chi Bootis
Désignations
Chi Bootis, (χ Bootis / χ Boo) est une étoile blanche de la constellation boréale du Bouvier. Elle est visible à l’œil nu comme une faible étoile de magnitude apparente 5,27. Elle est distante de ∼ 251 a.l. (∼ 77 pc) du système solaire et elle s'en rapproche avec une vitesse radiale héliocentrique de −16 km/s.
χ Bootis est une étoile blanche de la séquence principale de type spectral A2V, ce qui signifie qu'elle génère son énergie par la fusion de l'hydrogène contenu dans son cœur en hélium. Elle est âgée d'environ 340 millions d'années et elle tourne sur elle-même avec une vitesse de rotation projetée de 84 km/s. L'étoile est 2,09 plus massive que le Soleil et son rayon vaut 2,71 fois celui du Soleil. Elle est 37 fois plus lumineuse que le Soleil et sa température de surface est de 9 268 K.
χ Bootis montre un excès d'émission dans l'infrarouge, ce qui indique la présence d'un disque circumstellaire en orbite autour de l'étoile,. Sa température d'émission est de 80 K et il est situé à une distance de 74 ua environ.